# Alfred Bierlein
Alfred Bierlein (* 30. August 1961; † 18. Februar 2014 in Neumarkt in der Oberpfalz) war ein deutscher Vielseitigkeitsreiter.
Der  Unternehmer aus Neumarkt in der Oberpfalz vertrat als Aktivensprecher über viele Jahre die Interessen der deutschen Vielseitigkeitsreiter im Disziplinausschuss des Deutschen Olympiade-Komitees für Reiterei (DOKR). Neben seinem Beruf war Alfred Bierlein über 35 Jahre lang im Sport erfolgreich, sammelte internationale Platzierungen bis CCI 3* und nahm an mehreren Deutschen Meisterschaften und Nationenpreisen erfolgreich teil.